# Osztovits Levente
Osztovits Levente (Győr, 1940. szeptember 7. – Budapest, 2006. június 16.) magyar könyvkiadó, műfordító, dramaturg, egyetemi tanár.

## Életpályája
Az Eötvös Loránd Tudományegyetem Bölcsészettudományi Karának magyar–angol szakán diplomázott 1965-ben. 1965-től az Európa Könyvkiadó szerkesztője, 1973-tól az angolszász csoportjának főszerkesztője, 1988-tól haláláig igazgatója. 1965–1967 között és 1973–1977 között a veszprémi Petőfi Színháznál, 1967–1973 között a kecskeméti Katona József Színháznál is dolgozott dramaturgként. 1972-től a Színház- és Filmművészeti Főiskola drámatörténeti tanára. 1981–1984 között a debreceni Csokonai Színház dramaturgja. 1990-ben a Színház- és Filmművészeti Főiskola színházelméleti tanszékének vezetőjévé, egyben egyetemi tanárrá nevezték ki.
Többek között Gerald Durrell, F. Scott Fitzgerald, Graham Greene, Lilian Hellman, Carson McCullers, Bernard Pomerance, Mary Renault műveit fordította magyarra.

## Színházi munkái
A Színházi Adattárban regisztrált bemutatóinak száma: szerzőként: 2; műfordítóként: 11.

### Szerzőként
- Tizenkilencen (1967)
- Ismerős ismeretlen (1971)

### Műfordítóként
- Pomerance: Az elefántember (1981, 2009)
- O'Neill: Ó, ifjúság! (1985)
- Bond: Kinn vagyunk a vízből (1986, 1994)
- Dickens: A Pickwick klub (1988)
- Bond: Balhé (1990)
- Hare: Vissza a fegyverekhez (1993)
- Bond: Megváltás (1997)
- Wedekind: Keith márki (1999)

## Művei
- A játszma vége. Modern egyfelvonásosok 1-2.; vál., utószó Osztovits Levente; Európa, Bp., 1969
- Az oroszlán torka. XX. századi magyar egyfelvonásosok; összeáll., utószó Osztovits Levente; Magvető, Bp., 1974
- Közvetítés. Írások az angol és az amerikai irodalomról; Magvető, Bp., 1979 (Elvek és utak)
- Szóló. Jegyzetek; Európa, Bp., 2007

## Műfordításai
- Carson McCullers: Óra mutató nélkül (regény, 1972)
- F. Scott Fitzgerald: Az éj szelíd trónján (regény, 1972)
- Carson McCullers: Az esküvői vendég (regény, 1973)
- Harold Pinter: Teadélután
- Harold Pinter: Csönd
- Mary Renault: Égi tűz (regény, 1977)
- Bernard Pomerance: Az elefántember (színmű, 1981)
- Gerald Durrell: Istenek kertje (regény, 1986)
- Lilian Hellman: Egy befejezetlen asszony (regény, 1986)
- Joyce Maynard: Baby Love (regény, 1987)
- Samuel Beckett: Proust (tanulmány, 1988)
- Lilian Hellman: Pentimento: Arcképek könyve (1988)
- David Hare: A nagy mutatvány (Mesterházi Mártonnal, 1989)
- Paul Theroux: Diplomás örömlány (regény, 1992)

## Díjai, kitüntetése
- Batsányi-díj (1973)
- Az Év Dramaturgja (1988)
- A Magyar Köztársasági Érdemrend tisztikeresztje (2003)[3]